# 于光元
于光元（1899年—1991年），男，汉族，山东烟台人。中国皮肤病学家，曾任同济医科大学教授，第三届全国人大代表，第五、六届全国政协委员。